# Круссер Олександр Семенович
Олександр Семенович Круссер (1 вересня 1893, Скуляни, Бєльцький повіт, Бессарабська губернія — 10 червня 1919, Пологи, Олександрівський повіт, Катеринославська губернія) — російський революціонер і воєначальник, член РСДРП(б) з 1913-го року.
Секретар колегії НКВС України, член Верховного Революційного Трибуналу Української РСР, народний комісар внутрішніх справ Бессарабська РСР, потім народний комісар з військовим справам Бессарабської РСР, чий тимчасовий уряд було сформовано в Одесі. Член ЦВК України.

## Біографія
Народився 1 вересня 1893 року в селі Скуляни, Білецького повіту, Бессарабської губернії в родині дворянина Семена Парфентійовича Круссера.
Брав участь у підпільній діяльності як гімназист. У 1912-1916 роках навчався в Енергетичному інституті у Санкт-Петербурзі, де в 1913 році вступив до РСДРП. За іншими даними, деякий час навчався на юридичному факультеті Петербурзького університету. З 1916 року — в Російській імператорській армії, 17 (20) серпня зарахований до 2-ї роти 2-ї піхотної школи прапорщиків. У грудні 1916 року за участь у революційній діяльності Унтер-офіцер Круссер був відрахований зі школи і визначений в 3-й піхотний запасний полк в Петергофі (став прапорщиком лише в травні 1917-го року).
У 1917 році — пропагандист Петроградського комітету РСДРП(б), член комітету РСДРП(б) і ревкому Румунського фронту. В. І. Ленін у своїй промові на мітингу 12 (25) травня 1917 року згадав про арешт прапорщика Круссера після виступу на мітингу в Діючої армії в Скулянах.
З березня 1918 року - комісар при інспекторі артилерії 8-ї армії. З квітня 1918 року - командувач  4-й, потім - помічник командарма і командувач Донецької армії. У вересні — жовтні 1918 року служив у Воронезькій ГАПИВО, з листопада 1918 року - начальник відділу військового контролю штабу 10-ї армії.
У 1919 року — секретар колегії НКВС України, член Верховного Революційного Трибуналу Української РСР, народний комісар внутрішніх справ Бессарабська РСР, потім народний комісар по військовим справам Бессарабської РСР, чий тимчасовий уряд було сформовано в Одесі. Член ЦВК України.
8 червня 1919 року після усунення Нестора Махно, командування 3-й Задніпровською стрілецькою бригадою «від Азовського моря до Новоуспенівки» було покладено на начбоєвуча А. С. Круссера. 9 червня він видав наказ про свій вступ на посаду командира бригади. Загинув тієї ж ночі з 9 на 10 червня біля станції Пологи (Катеринославська губернія), де його бронепоїзд потрапив під кулеметний вогонь. 

## Сім'я
- Двоюрідна сестра (дочка рідної сестри батька Марії Парфентіївни Круссер) — глава першого Радянського уряду України Євгенія Богданівна Бош.[2]
- Дядьки (все родом із містечка Муровані Курилівці Подільської губернії):
  - Випускник Петрівського Полтавського кадетського корпусу (1896) та Михайлівського артилерійського училища (1899) Георгій Пафнутийович Круссер (1878-1938), поручик 38-ї артилерійської бригади (1899-1901), мічман Оборона Порт-Артура, капітан 2-го рангу (1913), старший офіцер навчального судна «Вірний» (з 1915), командир навчального судна «Азія» (з 1916). У радянські часи - військовий інженер 1-го рангу і начальник морського відділу 4-го науково-випробувального артилерійського полігону РККА (з 1933); репресований.[3]
  - Випускник Петрівського Полтавського кадетського корпусу (1892) та Павлівського військового училища Микола Пафнутийович Круссер.
  - Військовий юрист, книговидавець "Костянтин Пафнутийович Круссер" (1865-?).
  - Начальник мідеплавильного цеху Обухівський завод Обухівського заводу (до 1909), інженер-технолог Василь Пафнутийович Круссер (1868-1920), один з авторів Енциклопедичного словника Брокгауза та Єфрона. Його син (від шлюбу з Єфросинією Степанівною Вайно, 1875-1942) - радянський інженер, доктор технічних наук Круссер, Борис Васильович Круссер (1900-1981), завідувач лабораторією передавальних телевізійних трубок в Ленін е., один із основоположників телевізійної техніки в СРСР.